# Catla catla
Catla
Espèce
La Catla (Gibelion catla Hamilton 1822) est le nom hindi, bengali, finnois et anglais d'une espèce de poisson essentiellement d'Asie, proche de la carpe, qui appartient à la famille des Cyprinidés. Elle est aussi nommée « bhakur » en Hindi, « Baudhekera », « Baudhekra » et « Bhakua » en  assamais, « katol » en bengali, « Pla kra ho » et « Theila » au Pakistan, « Taylee » en russe...
Dans l'économie mondiale elle fait partie des plus importantes espèces de poissons.

## Taxonomie
La catla est le seul membre du genre Catla et est liste sous le nom de Gibelion catla dans FishBase,. Cependant le "Catalog of Fishes" hébergé par l'académie des Sciences de Californie indique le genre 'Gibelion comme genre valide,.

## Synonymes
- Catla buchanani Valenciennes, 1844
- Cyprinus abramioides Sykes, 1839
- Cyprinus catla Hamilton, 1822
- Catla catla (Hamilton, 1822)
- Hypselobarbus abramioides (Sykes, 1839)
- Leuciscus catla (Hamilton, 1822)[1]

## Aire de répartition
Poisson d'Asie, elle est endémique du nord de l'Inde, de la plaine de l'Indus et des zones voisines au Pakistan, au Bangladesh, au Népal et en Birmanie. Par la suite elle a été introduite dans tout le reste de l'Inde ainsi qu'en Chine où elle est là aussi abondamment présente,, notamment parce qu'il se reproduit en rivière, sur place, et que ses œufs sont donc disponibles sur place pour développer son élevage en point d'eau fermé, dans les régions proches des rivières qu'elle fréquente. Sa distribution géographique naturelle semble dépendre de la température (il lui faut un minimum de 14 °C) plus que de la longitude ou la latitude. L'espèce a également été introduite à Sri Lanka, en Israël, au Japon, et en 1960 dans les îles Maurice pour des expériences de polyculture avec l'écrevisse.

## Caractéristiques

### Description

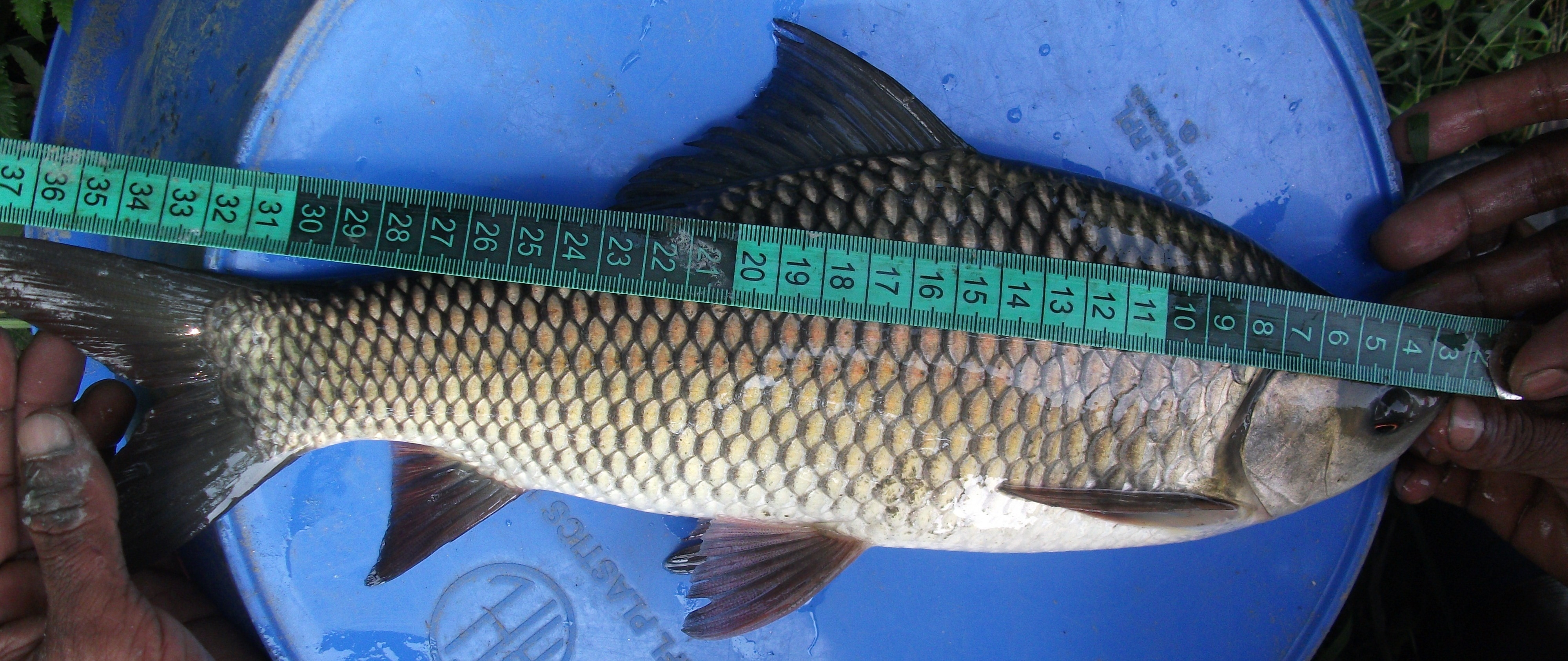
Catla élevée en aquaculture biologique

Le dos et les flancs de la catla sont plus ou moins gris ; son ventre est blanc argenté.
La tête ne porte pas d'écailles. La bouche est grande et tournée vers le haut. 
La mâchoire inférieure s'allonge vers l'avant, avec une articulation à la symphyse mandibulaire (à l'emplacement du menton) mais sans proéminence (sans "bosse"). 
La lèvre inférieure est épaisse, par opposition à une lèvre supérieure quasi absente. Les dents pharyngiennes sont distribuées sur trois rangées, selon une disposition 5-3-2 / 2-3-5.
Les yeux sont larges et sont visibles depuis le dessous de la tête.
Les nageoires pectorales sont longues, s'étendant presque jusqu'aux nageoires pelviques. 
La nageoire dorsale a 14 à 16 ou 17 rayons mous (non-osseux) dorsaux et s'insère légèrement plus en avant que les nageoires pelviques.
La nageoire anale, plutôt courte, est composée de 7 à 8 rayons mous. Il n'y a pas d'épines anales. 
La nageoire caudale est assez courte et fourchue.
Les écailles sont notablement grandes et plutôt arrondies. La ligne latérale porte de 40 à 43 écailles.
Le plus grand poids connu est 38,6 kg, et la plus grande longueur connue est 182 cm,. Sa croissance est rapide, avec une moyenne de 1 kg acquis en 10 mois.

### Habitat
La catla se trouve en eau douce et en eau saumâtre (estuaires, lagunes...) mais c'est essentiellement un poisson de rivière (potamodrome) et de lacs. Son échelle de température ambiante va de 18 °C à 28 °C avec un minimum à 14 °C – c'est un poisson subtropical. Elle est benthopélagique, c'est-à-dire qu'on la trouve aussi bien près du fond (le benthos est l'ensemble des organismes aquatiques vivant à proximité du fond) que de la surface (là où le pélagos se trouve) ; la profondeur moyenne à laquelle elle se tient est de 5 m., mais elle évolue sur toute la hauteur de la colonne d'eau.

### Nourriture
C'est un omnivore qui se nourrit essentiellement en surface. Jeunes et adultes se nourrissant d'insectes aquatiques et terrestres, de détritus, de diatomées et de phytoplancton.

### Reproduction
Les adultes se reproduisent en rivière, le frai se déroulant entre début décembre et mi-février.

## Économie
La Catla est une espèce importante dans l'économie mondiale : avec 3 286 274 tonnes produites en 2019, elle tenait le 7e rang parmi les animaux aquatiques les plus fréquemment élevés en aquaculture dans le monde.
Elle est récoltée en pêcheries (très grande importance commerciale dans ce domaine) et en aquaculture (importance commerciale assez grande). Elle est aussi considérée comme un poisson de sport de pêche.
En aquaculture elle est souvent associée à d'autres poissons : soit pour un élevage tri-partite des trois principales carpes indiennes avec le rohu (Labeo rohita) et le mrigal (Cirrhinus mrigala), soit dans un mélange de 6 espèces de carpes en ajoutant la carpe commune (Cyprinus carpio), la carpe de roseau (Ctenopharyngodon idellus) et la carpe argentée (Hypophthalmichthys molitrix).
Sa chair goûteuse est plutôt bien considérée.

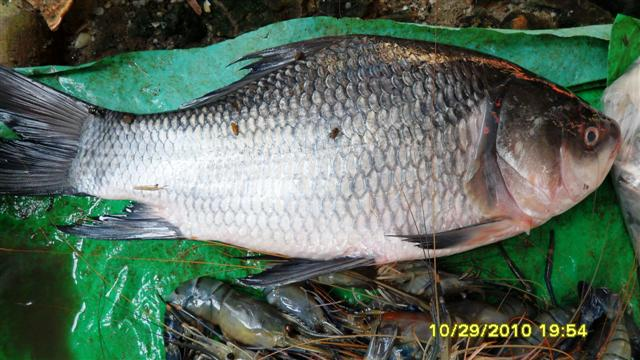
Catla à Calcutta, Inde

## Santé
Depuis le début des années 2000 l'Europe s'est préoccupée du  « syndrome ulcératif épizootique », une infection par un champignon de la sous-classe des Oomycètes, Aphanomyces invadans, portée par certains poissons dont la catla. Dans le cadre du code aquatique, l'OIE a posé des recommandations de sanitation strictes dans son rapport en 2006 sur le sujet. 
Le syndrome ulcératif épizootique est listé parmi les dangers sanitaires de 1re catégorie pour les espèces animales.
En 2010 la catla a été interdite à l'importation au Canada – avec 234 autres espèces de poissons à nageoires pour éviter la contagion du Syndrome ulcéreux endémique (Epizootic Ulcerative Syndrome – EUS). En France ce sont 350 espèces de poissons, dont la catla, qui sont concernées par les mesures sanitaires prises au niveau européen.
En 2012 l'OMS a publié un rapport de 180 pages sur l'utilisation des eaux usées, excréta humains et eaux ménagères comme alimentation des poissons dans les piscicultures. Les excreta humains non traités ont traditionnellement été utilisés dans plusieurs pays de l'est, du sud et du sud-est asiatique (Bengladesh, Vietnam, Indonésie et notamment en Chine) pour la production de végétaux et d'animaux aquatiques – dont la catla. Cette pratique intentionnelle diminue, mais l'utilisation involontaire d'excréta humains augmente dans certaines régions, en particulier dans les zones des grandes villes – ceci dû à une forte urbanisation qui amène une pollution des eaux de surface, à l'intensification d'une aquaculture à haut niveau d'intrants et à la raréfaction de l'eau douce dans plusieurs pays.